# Киянури, Нуреддин
Нуреддин Киянури (перс. نورالدین کیانوری‎; 1915, Баладе, Мазендеран — 1999, Тегеран) — иранский коммунистический политик, первый секретарь партии Туде в 1979—1983. Придерживался сталинистских идеологических позиций. Активно участвовал в борьбе против шаха Пехлеви, поддержал Исламскую революцию и теократический режим Хомейни. Несмотря на это, был арестован по обвинению в шпионаже в пользу СССР и планировании государственного переворота. Под пытками признал вину, произнёс публичное покаяние за прежнюю деятельность. Несколько лет провёл в тюрьме, после смерти Хомейни находился под домашним арестом. Взял назад сделанные признания. Был также известен как архитектор.

## Происхождение и архитектура
Происходил из семейства политически активной шиитской аристократии. Шейх Мехди Нури — отец Нуреддина Киянури — участвовал в Конституционной революции, убит при невыясненных обстоятельствах. Фазлолла Нури — дед Нуреддина Киянури — первоначально также был видным деятелем революции, но впоследствии выступил против неё с консервативных позиций и казнён конституционалистами. В современном Иране Фазлолла Нури считается мучеником борьбы за ислам, против западного влияния.
Окончив школу, Нуреддин Киянури поступил в техническое училище. Осваивая специальность инженера, интересовался также общественными вопросами и психологией, изучал работы Фрейда. Высшее образование получил в Третьем рейхе. В 1939 окончил факультет архитектуры Рейнско-Вестфальского технического университета Ахена с присвоением докторской степени. Вернувшись в Иран в 1940, поступил на военную службу.
После армии Киянури преподавал архитектуру в Тегеранском университете. В 1945 Нуреддин Киянури стал одним из основателей Ассоциации иранских архитекторов. Считался одним из лидеров иранского архитектурного авангарда. Специализировался на строительстве больниц. Активно участвовал в деятельности Международного конгресса современной архитектуры, внедрял в Иране современные для того времени строительные стандарты. Опубликовал десятки работ архитектурной тематики. При этом Нуреддин Киянури был сторонником определённого типа социальной архитектуры — крупных жилых комплексов социалистического типа, с акцентом на опыт жилищного строительства СССР.
В 1944 Нуреддин Киянури женился на «красной принцессе» Марьям Фируз — дочери визиря Абдул-Хуссейна Мирзы Фарманфармы.

## Коммунистический политик
С юности Нуреддин Киянури придерживался марксистских коммунистических взглядов, симпатизировал Советскому Союзу и Иранской компартии. В 1941 вступил в новую коммунистическую партию Туде, с 1945 состоял в ЦК. Воспринимался как ключевая фигура идеологического аппарата Туде. Марьям Фируз возглавляла Демократическую организацию иранских женщин — женскую организацию Туде.
4 февраля 1949 было совершено покушение на шаха Мохаммеда Реза Пехлеви. Ответственность за неудачный теракт власти возложили на Туде. Нуреддин Киянури был арестован и приговорён к десяти годам заключения, Марьям Фируз — к смертной казни. Однако обоим удалось бежать из Ирана.
Киянури обосновался в Италии, где с помощью единомышленников из ИКП получил документы на имя профессора архитектуры Сильвио Масетти. Оставался одним из высших руководителей Туде, стоял на догматичных сталинистских позициях. В 1951, при левонационалистическом правительстве Мохаммеда Мосаддыка, Киянури смог вернуться в Иран. Сблизился с Мосаддыком (Марьям Фируз была родственницей премьера), обеспечивал ему поддержку Туде. Участвовал в пресечении первой попытки переворота. При этом Киянури имел с Мосаддыком определённые разногласия: настаивал на просоветском курсе и немедленной отмене монархии.
После свержения Мосаддыка в 1953 Туде вновь была запрещена. По некоторым отзывам, Киянури на словах выступал за вооружённый отпор перевороту, но в реальности препятствовал таким действиям. Сам он впоследствии ссылался на нерешительность Мосаддыка.
Киянури и Фируз были заочно приговорены к пожизненному заключению. Супруги нелегально эмигрировали в СССР, потом перебрались в ГДР. Киянури разрабатывал теории социалистической архитектуры и городского планирования. Акцентировал коллективные формы проживания за счёт индивидуальных удобств. Продолжал политическую деятельность: с 1977 Киянури являлся фактическим руководителем Туде, в начале 1979 сменил Ираджа Искандери на посту генерального секретаря партии.

## На стороне Хомейни
Нуреддин Киянури решительно поддержал Исламскую революцию в Иране. В мае 1979 вместе с женой он вернулся в Иран. Активно выступал в поддержку исламской республики и лично аятоллы Хомейни.
От имени иранских коммунистов Киянури призывал создать объединённый фронт левых сил с революционными исламскими фундаменталистами. Тесно сотрудничал с председателем Исламского революционного трибунала «судьёй-вешателем» Садеком Хальхали, продвигал его кандидатуру на парламентских выборах. Призывал к жёсткому подавлению либерализма, оправдывал исламистские репрессии против «проимпериалистической» оппозиции, включая казни по приговорам Хальхали. Оказал информационное содействие правительственным силам при подавлении Переворота Ноже. С энтузиазмом поддержал захват американского посольства в Тегеране.
В то же время под руководством Нуреддина Киянури партия Туде придерживалась в большей степени просоветского курса. Киянури выступал против вторжения иранских войск на иракскую территорию в ходе ирано-иракской войны. Вопреки позиции хомейнистских властей он оправдывал советское вторжение в Афганистан. Сохранился документ 1980 за подписью Юрия Андропова и Бориса Пономарёва, свидетельствующий о просьбе Киянури осуществить нелегальную поставку оружия для военного крыла Туде. Такие позиции сильно осложняли отношения партии с властями исламской республики.
Хомейнистская служба безопасности САВАМА установила наблюдение за Киянури. Сам он, по последующим отзывам, недооценивал серьёзность ситуации. Он был уверен в прочности союза Туде с Хомейни. При этом Киянури не видел опасности в Корпусе стражей исламской революции, считал эту организацию «игрой для молодёжи». Недальновидность дорого обошлась Туде.

## Арест, пытки, признание
В начале 1982 года САВАМА получила от британской МИ6 список советской агентуры, составленный перебежчиком из КГБ майором Кузичкиным. Это послужило предлогом для массовых репрессий против Туде: под арестом оказались более 10 тысяч иранских коммунистов и их сторонников. 6 февраля 1982 67-летний Нуреддин Киянури и 68-летняя Марьям Фируз были арестованы стражами исламской революции.
Киянури, как и другие активисты Туде, обвинялся в шпионаже в пользу СССР и планировании государственного переворота. На следствии он был подвергнут жёсткому физическому воздействию и вынужден пойти на сотрудничество. Киянури полностью признал вину и выступил с публичным покаянием. В передаче иранского телевидения в мае 1983 он отрёкся от коммунистических взглядов, осудил свою прежнюю деятельность, назвал коммунизм изменой иранскому народу, а Туде — «партией шпионов и предателей, поражённой коррупцией и интригами». Киянури признался в шпионаже, в получении советского финансирования, в дезинформировании органов госбезопасности, а свои выступления в поддержку Хомейни охарактеризовал как «лицемерие». Зарубежный секретариат Туде объявил сделанные под пытками признания Киянури недействительными и аннулировал полномочия партийных органов, находящихся на территории Ирана. (Единственным членом партии, от которого следователи не добились признаний, оказалась Марьям Фируз.)
30 июля 1985 суд приговорил Нуреддина Киянури к смертной казни. Всего на процессах по «делу Туде» были вынесены десять смертных приговоров, семь приговоров к пожизненному заключению, несколько десятков человек приговорены к длительным тюремным срокам. (Впоследствии Али Акбар Хашеми Рафсанджани высказывал мнение, что репрессивная кампания против Туде была избыточно жёсткой и излишне публичной: «Достаточно было разобраться с партией без широкой огласки, которая ухудшила отношения с СССР. Лучше было обойтись без этого. Я не нашёл оснований считать, что они готовили переворот, хотя они действительно работали на Советский Союз».) Однако приговор в отношении Киянури, в отличие от других, не был приведён в исполнение. Хомейни распорядился держать его в заключении. Поведение Киянури позволяло и впредь использовать его в пропагандистских целях.
Более семи лет Нуреддин Киянури пробыл в тюрьме Эвин. В 1989 — после смерти Хомейни, при рахбаре Хосейни Хаменеи и президенте Хашеми Рафсанджани — он был переведён под домашний арест (как годом раньше Марьям Фируз). В 1995 ему было позволено встретиться с представителями Комиссии ООН по правам человека. Киянури рассказал о пытках и взял назад признание вины. Ранее, ещё в тюрьме, он направил письмо Хосейни Хаменеи, где подробно описал пытки, которыми подвергали его самого и жену, перечислял процедурные нарушения при своём аресте, следствии и судебном процессе (например, изъятие ценных подарков, полученных в ГДР).

## Последние годы
Последнее десятилетие своей жизни Нуреддин Киянури провёл под домашним арестом и плотным надзором ведомства госбезопасности. Он продолжал опровергать собственные признания, заявлял о несостоятельности обвинений. В интервью 1991 Киянури подчёркивал неизменность своих коммунистических и сталинистских взглядов, превозносил Октябрьскую революцию, смеялся над религиозным обращением бывших коммунистов, резко осуждал Перестройку, Михаила Горбачёва и Бориса Ельцина. В то же время, после собственного заключения он стал критиковать Сталина за репрессии против командного состава Красной армии и пыточное следствие в период Большого террора — «методы средневековой инквизиции для получения ложных признаний».

Не нужно быть опытным кремленологом, чтобы понять: подлинной мишенью Киянури был не Сталин, а кто-то поближе к дому. В этих интервью Киянури не пытался объяснить, как ему удалось выжить — вероятно, как и многие другие, подписал обязательство не обсуждать свой тюремный опыт.

Скончался Нуреддин Киянури 5 ноября 1999 в возрасте 84 лет. Похоронен на кладбище Бехеште-Захра. В своих последних записях он просил прощения у членов Туде, которые подверглись насилию по его вине. Марьям Фируз пережила мужа почти на десятилетие.